# Maria-Ward-Realschule Wallerstein
Maria-Ward-Realschule Wallerstein ist eine staatlich anerkannte, private Realschule unter Trägerschaft des Schulwerks der Diözese Augsburg in Wallerstein. Sie wurde vor über 150 Jahren von den Maria-Ward-Schwestern, gemeinhin Englische Fräulein genannt, ins Leben gerufen.

## Geschichte und Gegenwart
Die Bezeichnung der Schule geht auf die englische Adlige Maria Ward zurück, die im 17. Jahrhundert Bildungseinrichtungen für junge Frauen und Mädchen gründete, doch zu ihren Lebzeiten noch keine päpstliche Bestätigung für den damit verbundenen weiblichen Orden ohne kirchliche Klausurverpflichtung erlangen konnte. Ihre Gefährtinnen und Nachfolgerinnen setzten jedoch ihr Werk über Jahrhunderte fort.
Vier Schwestern der Englischen Fräulein aus Mindelheim gründeten im Jahre 1859 in Wallerstein eine Niederlassung im Kloster Wallerstein. Entsprechend ihrem Auftrag widmeten sie sich der Bildung und Erziehung junger Mädchen. Sie übernahmen die Verantwortung für die Mädchenvolksschule, die im sog. Klösterle eingerichtet wurde. Nach vier Jahren riefen die Schwestern eine Höhere Töchterschule ins Leben. Die Bildungseinrichtung war offen für Mädchen aller Konfessionen. Der Schule wurde bald ein Internat, untergebracht im Klösterle, angegliedert. Dieses hatte man 2006 wegen mangelnder Nachfrage geschlossen, da nur noch etwa 25 Schülerinnen im Internat lebten, zuvor waren es bis zu 80. Zusätzlich zur Höheren Töchterschule kam um die Jahrhundertwende noch ein sechsklassiges Lyzeum hinzu. Dies erforderte im Lauf der Jahre mehrere An-, Um- und Neubauten. In der Zeit des Nationalsozialismus erfuhr die Bildungsinstitution schwere Restriktionen und musste schließlich ihren Betrieb einstellen. Nach 1945 eröffneten die Maria-Ward-Schwestern wieder eine Mädchenmittelschule, die Mitte der 1960er Jahre zu einer Realschule umgewandelt wurde.
1989 übernahm das Schulwerk der Diözese Augsburg die Trägerschaft für die Schule. Um deren Fortbestand der Institution zu sichern, einigten sich die Verantwortlichen, entgegen der Ordensregel, ab dem Schuljahr 1998/99 auch Jungen aufzunehmen. Im Jahr der Schulübernahme wurde die Einrichtung grundlegend saniert. 20 Jahre später (2009) zogen sich die Schwestern wegen Nachwuchsmangels und Älterwerdens vollständig aus Wallerstein zurück.
Im Schuljahr 2023/24 besuchten 159 Schüler (77 Mädchen und 82 Jungen) in sechs Klassen die Bildungseinrichtung. Sie werden von 13 Lehrkräften unterrichtet. Um die kleine Schule auch finanziell zu unterstützen, wurde 1997, als sie wegen ihres zu großen Defizits geschlossen werden sollte, ein Förderverein gegründet.